# Universidad de Alabama en Huntsville
La Universidad de Alabama en Huntsville (UAH) es una universidad pública de investigación ubicada en Huntsville (Alabama). La universidad está acreditada por la Asociación de Colegios y Escuelas del Sur y comprende ocho facultades: artes, humanidades y ciencias sociales; negocio; educación; ingeniería; honores; enfermería; ciencia; y graduarse. En la universidad hay aproximadamente 10 000 alumnos matriculados. Forma parte del Sistema de la Universidad de Alabama y está clasificada entre las universidades "R1: Universidades de Doctorado: Muy Alta Actividad Investigadora". 

## Historia
La génesis de una institución de educación superior financiada con fondos públicos en Huntsville tardó años en gestarse. A partir de enero de 1950, las clases se impartieron por primera vez en la escuela secundaria West Huntsville, como una extensión de la Universidad de Alabama y conocida como el Centro Huntsville de la Universidad de Alabama.
Sin embargo, la dirección de la universidad cambió en 1961, cuando Wernher von Braun, un científico espacial alemán llevado a los Estados Unidos bajo la Operación Paperclip después de trabajar para el régimen nazi, ayudó a crear un instituto de investigación para proporcionar planes de estudio avanzados de ingeniería y ciencias a los científicos e ingenieros de la NASA.  Este instituto se construyó justo al lado de la US 72, que poco después pasó a llamarse University Drive. A lo largo de los años, el campus se expandió hacia el sur, a lo largo de Sparkman Drive hasta llegar a la Interestatal 565.
Los primeros títulos universitarios de la UAH se otorgaron en mayo de 1968 como parte de la ceremonia de graduación de primavera en la Universidad de Alabama, Tuscaloosa (aunque se llevó a cabo una ceremonia de "toga y birrete" en Huntsville). Un año después, la Junta Directiva del Sistema de la Universidad de Alabama votó para hacer de la UAH un campus independiente y autónomo. Benjamin Graves, graduado en 1942 de la Universidad de Misisipi y rector del Millsaps College en Jackson (Misisipi), fue elegido como el primer rector de la UAH en 1970. Regresó al estatus de profesor en 1979 y se jubiló en 1989. El primer título otorgado por un trabajo realizado íntegramente en el campus de la UAH fue otorgado a Julián Palmore en 1964. El Sr. Palmore era en ese momento un alférez de la Armada de los Estados Unidos, asignado a la División de Proyectos de Investigación de la NASA. La primera ceremonia oficial de graduación en el campus de la UAH tuvo lugar en junio de 1970. La primera mujer en obtener un doctorado de la UAH fue Virginia Kobler, y lo hizo en 1979 en Ingeniería Industrial.
El segundo rector de la UAH, John Wright, ex vicerrector de la Universidad de Virginia Occidental, ocupó el cargo de 1979 a 1988. El tercer rector de la UAH fue Louis Padulo, ex profesor de Stanford y decano de ingeniería de la Universidad de Boston. Joseph Moquin asumió la dirección de la UAH de forma interina en 1990. Frank Franz, entonces rector de la Universidad de Virginia Occidental, fue elegido cuarto rector de la UAH. Su esposa, Judy Franz, lo acompañó y obtuvo la cátedra titular en la facultad de física. Su renombre en la comunidad científica se reafirmó cuando fue nombrada directora ejecutiva de la Sociedad Estadounidense de Física en 1994. A principios del año académico 2006-2007, Franz anunció su plan de dejar el cargo de presidente después de ese año.  El 1 de julio de 2007, David B. Williams, ex profesor de ciencia e ingeniería de materiales y vicerrector de investigación en la Universidad de Lehigh, comenzó a desempeñarse como quinto rector de la UAH. Dejó la universidad en 2011 para incorporarse a la Universidad Estatal de Ohio como decano de ingeniería. 
La universidad atrajo brevemente la atención nacional en febrero de 2010, cuando un profesor mató a tres personas e hirió a otras tres durante una reunión de profesores.
Robert Altenkirch fue contratado como sexto rector de la universidad en septiembre de 2011. Altenkirch se desempeñó como presidente del Instituto de Tecnología de Nueva Jersey durante nueve años antes de unirse a la UAH. En 2019, Darren Dawson, exdecano de la Facultad de Ingeniería de la Universidad Estatal de Kansas, se convirtió en el séptimo rector de la UAH. Dawson anunció su retiro en noviembre de 2021 y Charles L. Karr, exdecano de la Facultad de Ingeniería de la Universidad de Alabama, fue nombrado rector interino.   En septiembre de 2022, Karr fue nombrado rector. 

## Académica
|      | Aspirantes | Admitidos | % Admitidos | Inscritos | Avg GPA |
| ---- | ---------- | --------- | ----------- | --------- | ------- |
| 2020 | 5,793      | 4,467     | 77.1        | 1,345     | 3.81    |
| 2019 | 5,295      | 4,372     | 82.6        | 1,497     | 3.9     |
| 2018 | 4,465      | 3,590     | 80.4        | 1,428     | 3.87    |
| 2017 | 4,322      | 3,573     | 82.7        | 1,340     | 3.89    |
| 2016 | 4,374      | 3,337     | 76.3        | 1,193     | 3.73    |
| 2015 | 3,358      | 2,706     | 80.6        | 1,027     | 3.72    |
| 2014 | 2,104      | 1,726     | 67.0        | 724       | 3.69    |
| 2013 | 2,054      | 1,656     | 80.6        | 651       | 3.64    |
| 2012 | 1,938      | 1,505     | 77.6        | 624       | 3.86    |
| 2011 | 1,952      | 1,243     | 63.6        | 677       | 3.62    |

La UAH ofrece 89 programas que otorgan títulos, incluidos 44 programas de licenciatura, 30 programas de maestría y 15 programas de doctorado a través de sus ocho facultades: artes, humanidades y ciencias sociales; negocio; educación; ingeniería; honores; enfermería; ciencia; y graduarse. Enfermería es la especialidad más grande de la UAH, aunque Ingeniería es la facultad más grande. También hay un Honors College que ofrece una experiencia académica y comunitaria enriquecida para estudiantes universitarios en todas las disciplinas.
No es sorprendente que, dado que la economía de Huntsville se basa en la tecnología, la UAH sea conocida por sus programas de ingeniería y ciencia, que incluyen astrofísica, ciencias atmosféricas, ingeniería aeroespacial, ciberseguridad y animación digital. Los primeros programas "comerciales" no relacionados con los cohetes (Consort y Joust) en los EE. UU. fueron dirigidos por científicos de la UAH, el primer superconductor de "alta temperatura" se descubrió en la UAH y el primer experimento estadounidense realizado a bordo de la estación espacial soviética Mir fue de UAH. La UAH es una universidad Space Grant y tiene un historial de cooperación con el Centro Marshall de Vuelos Espaciales de la NASA y el Comando de Misiles y Aviación del Ejército de EE. UU. en el Arsenal de Redstone . Además de ayudar a la NASA a alcanzar sus objetivos, la UAH pone la investigación y la tecnología de la NASA a disposición de todos los colegios y universidades de Alabama. El Centro Nacional de Ciencia y Tecnología Espaciales es uno de los 17 centros de investigación de alta tecnología en el campus de 505 acres de la UAH.
El Centro de Investigación de Propulsión (PRC) de la UAH promueve oportunidades de investigación interdisciplinaria para estudiantes de pregrado y posgrado. La República Popular China fue fundada por el Dr. Clark W. Hawk en 1991 y desde entonces ha brindado apoyo a la NASA, el Departamento de Defensa (DoD) de los EE. UU. y el Departamento de Energía de los EE. UU. Los temas de investigación incluyen la respiración de aire y la propulsión eléctrica; combustión de propulsores sólidos, líquidos e híbridos; fusión magnetoinercial; materiales de alta temperatura; y sistemas de energía espaciales y terrestres.
La investigación en nanotecnología y microfabricación la lleva a cabo el Centro de Nano y Micro Dispositivos.
Las ciencias atmosféricas y las áreas de investigación relacionadas tienen su sede en los edificios NSSTC y SWIRLL.
Al menos nueve departamentos o programas también cuentan con acreditación de asociaciones profesionales, incluida la Junta de Acreditación de Ingeniería y Tecnología, la Asamblea Estadounidense de Escuelas Universitarias de Negocios, la Sociedad Química Estadounidense, la Comisión de Educación Universitaria en Enfermería, la Junta de Acreditación de Ciencias de la Computación, la Asociación Nacional de Escuelas de Arte y Diseño, y Asociación Nacional de Escuelas de Música.

## Clasificaciones
La UAH ocupó el puesto 263 entre las "Universidades nacionales" y el 128 entre las "Mejores escuelas públicas" en el informe "Mejores universidades" de US News & World Report de 2020. 

## Atletismo
La UAH patrocina seis programas de atletismo universitario para hombres y siete para mujeres. En 2016, la UAH agregó el lacrosse masculino y femenino a sus programas deportivos universitarios.  La UAH es miembro de la Asociación Nacional Universitaria de Atletismo (NCAA) y compite en la División II en 15 deportes. La UAH es miembro de la Conferencia Sur del Golfo en todos los deportes excepto el lacrosse masculino, que juega en el lacrosse masculino ( Conferencia Peach Belt).
Los programas de tenis masculino y femenino se suspendieron en junio de 2020 debido a dificultades financieras derivadas del COVID-19.  Después de una temporada 2020-2021 con financiación privada, el programa de hockey masculino también se suspendió en mayo de 2021 

## Vida estudiantil y actividades

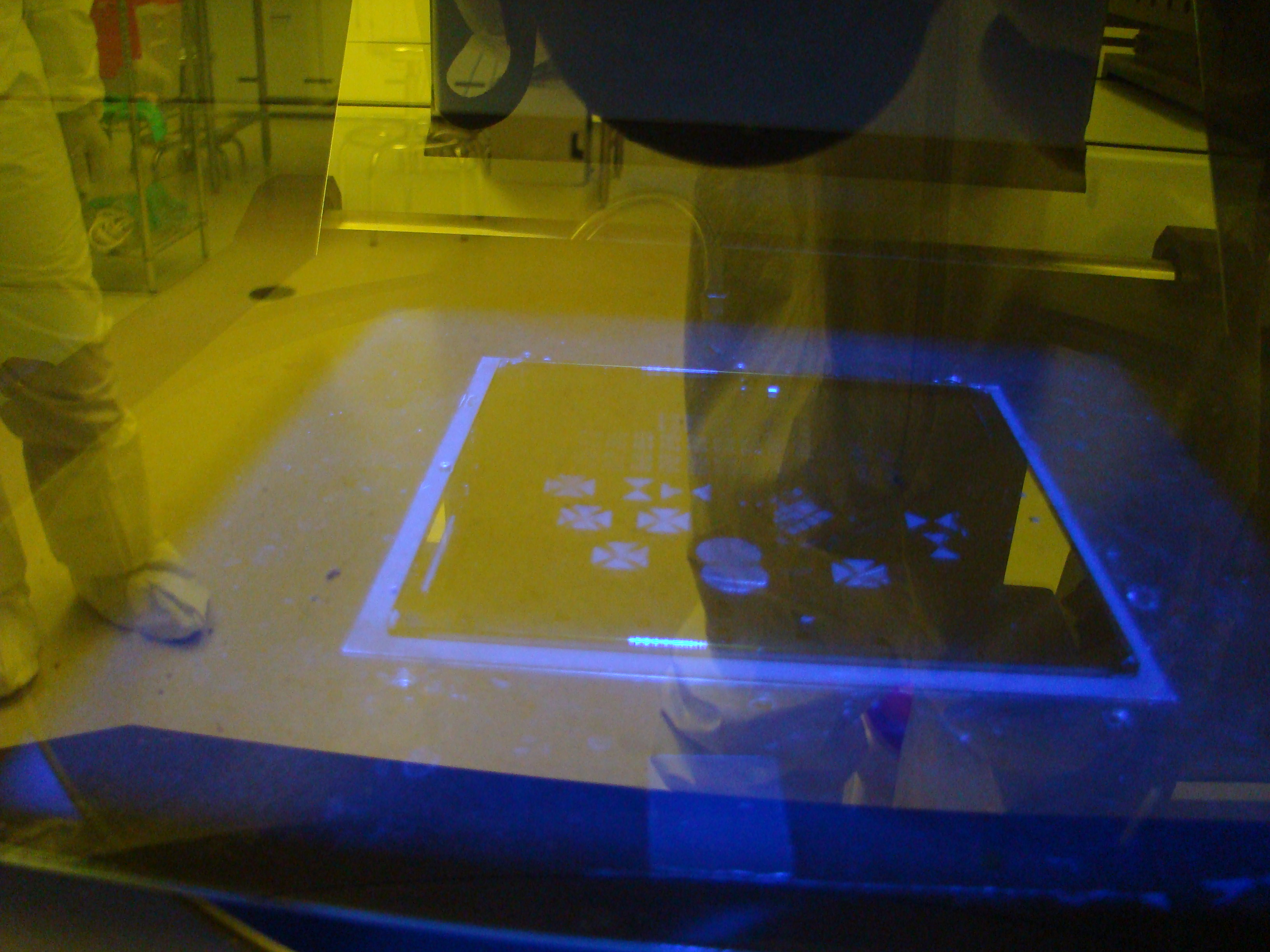
Experimento en el laboratorio de la UAH

### Gobierno estudiantil
La Asociación de Gobierno Estudiantil de la UAH es el principal receptor de financiación para actividades estudiantiles de la Oficina de Vida Estudiantil de la UAH; el Space Hardware Club, una organización estudiantil registrada en la Facultad de Ingeniería, es el destinatario secundario. La SGA desempeña una función de asesoramiento con los administradores del campus sobre actividades que involucran a los estudiantes. La SGA organiza una serie de eventos, incluida la Semana de Bienvenida, un evento bianual que da la bienvenida a los estudiantes al campus y que comienza el fin de semana en que llegan al campus y se extiende hasta la primera semana de cada semestre.

### Salones de residencia
La UAH tiene siete residencias universitarias: Bevill Center, Central Campus, Charger Village Addition, Charger Village Original, Frank Franz, North Campus y Southeast. Central Campus, Frank Franz y North están reservados para estudiantes de primer año por primera vez. Frank Franz Hall está reservado para estudiantes universitarios de honores por primera vez. Charger Village Addition y Charger Village Original están reservados para estudiantes de segundo año, mientras que los estudiantes de clase alta tienen la opción de vivir en las otras residencias.
Las viviendas en el campus se originaron con la construcción de las viviendas en el campus del sudeste. Estas suites se construyeron originalmente bajo los auspicios del difunto Dr. Benjamin Graves, el primer presidente de la UAH, con la asistencia del difunto senador de Alabama John Sparkman.

### Fraternidades griegas
La UAH cuenta con varias fraternidades y sororidades. La mayoría de las organizaciones griegas alquilan una fraternidad o una sororidad de la universidad. La construcción de las casas originales fue posible gracias a las donaciones de Mark y Linda Smith y Jim y Susie Hudson.

### AS
La Association for Campus Entertainment (ACE) es una organización dirigida y operada por estudiantes, que organiza eventos semanales durante todo el año académico, así como programas permanentes como Friday Night Flicks, Sunday Cinema, Late-Night Breakfast y ACE Wednesday. Los invitados notables incluyen a Daniel Tosh y Recycled Percussion. 

### Clubes y organizaciones
La UAH tiene más de 150 organizaciones dirigidas por estudiantes en el campus. El equipo UAH ha ganado varias competiciones de construcción de canoas de hormigón con cinco títulos nacionales en 1993, 1994, 1996, 1998 y 2001. El Concurso Nacional de Canoas de Concreto es patrocinado anualmente por la Sociedad Estadounidense de Ingenieros Civiles.  El capítulo estudiantil de la Sociedad Estadounidense de Ingenieros Mecánicos de la UAH también compite en el Desafío anual de Exploración Humana de la NASA. Tiene dos títulos de campeonato. El Club de Hardware Espacial de la UAH conceptualiza, diseña, construye, prueba y vuela hardware para globos de gran altitud, satélites (Programa ChargerSat), la competición CanSat y cohetes de alta potencia. 

### Centro de éxito estudiantil
El Student Success Center (SSC) ofrece tutoría para casi todos los cursos de primer y segundo año que se ofrecen en la UAH. Hay tutoría adicional disponible para cursos de matemáticas en línea y en persona.
El SSC recluta estudiantes universitarios para su programa PASS (Peer Assisted Study Sessions), en el que los estudiantes asisten a cursos en los que ya han tenido éxito y ofrece sesiones de estudio específicas para cada clase fuera de clase, generalmente de 3 horas por semana. Los cursos de primer año históricamente difíciles están seleccionados para PASS, incluidos cálculo, química y economía.

## Instalaciones

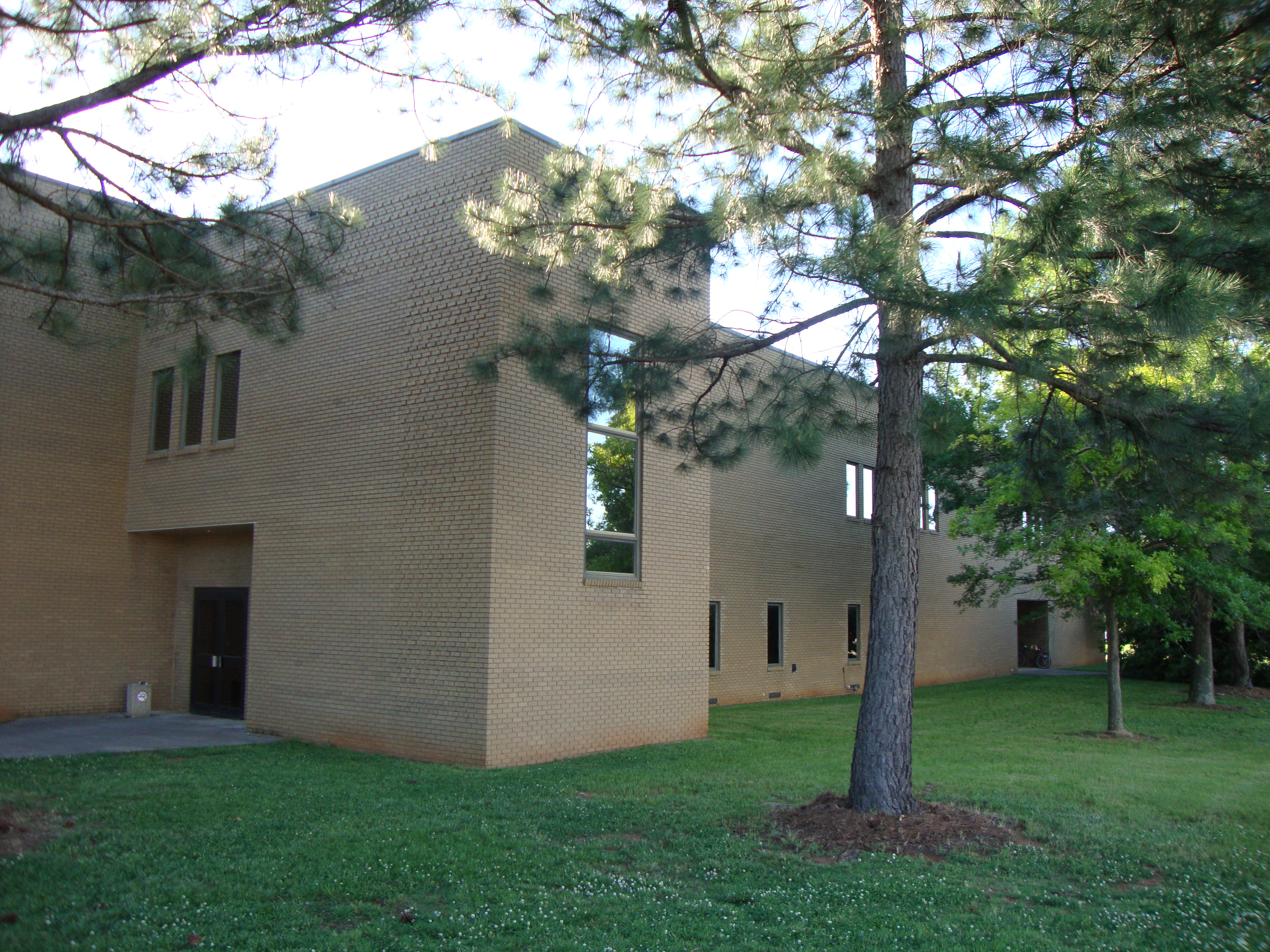
Edificio de Ingeniería UAH

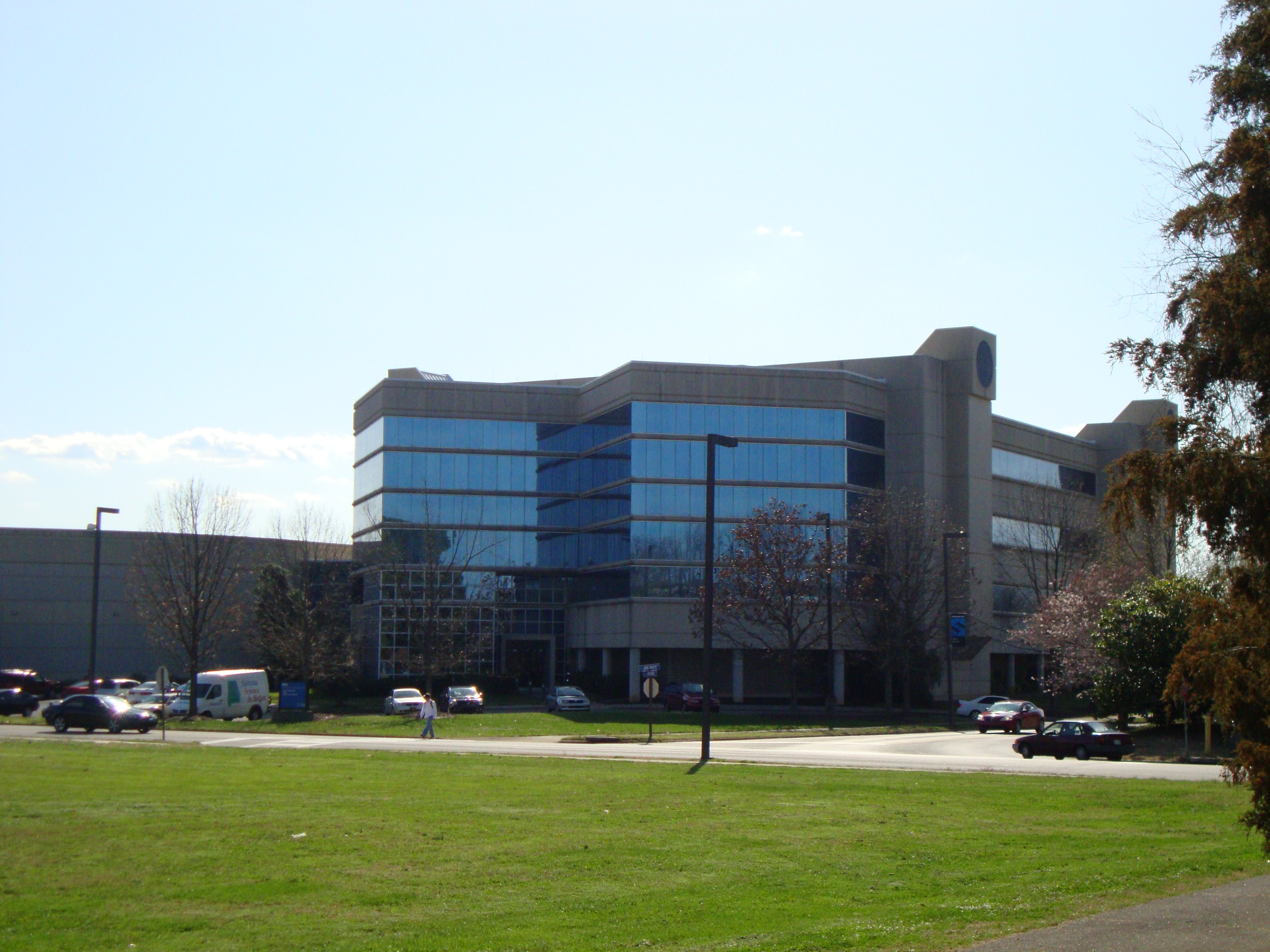
Edificio Óptica UAH

La Facultad de Ciencias alberga el Centro de resonancia magnética nuclear (RMN) de alto campo de Alabama, que se dedica a proporcionar capacidades modernas de RMN de alto campo a investigadores académicos y corporativos en el estado de Alabama y sus alrededores.
El Centro de Ciencias del Sistema Terrestre de la UAH se dedica al estudio interdisciplinario de la Tierra como un sistema integrado con énfasis en datos de teledetección terrestres y espaciales.
El Departamento de Ciencias Biológicas de la UAH se asocia con el Dauphin Island Sea Lab para ofrecer oportunidades de investigación a los estudiantes de la UAH a través del Consorcio de Ciencias Ambientales Marinas.
El Departamento de Psicología de la UAH cuenta con ocho laboratorios de investigación: Aprendizaje permanente, Memoria y cognición, Pruebas y evaluación de la personalidad, Privacidad en el ciberespacio, Psicobiología, Trabajo en equipo y cognición social, Compromiso y productividad de los empleados, y Liderazgo y comportamiento organizacional.
El Centro de Investigación en Propulsión de la UAH conecta a la comunidad de investigación académica y la comunidad de propulsión a través de la colaboración interdisciplinaria en las siguientes áreas: materiales y estructuras aeroespaciales, modelado computacional, sistemas de energía y potencia, propulsión y potencia de fusión, plasmas y combustión, propulsores y energía, y sistemas de propulsión. integración.
La Facultad de Ingeniería de la UAH alberga los siguientes laboratorios:
- Laboratorio de Diseño de Hardware Digital Avanzado
- Laboratorio de Sistemas de Comunicación
- Laboratorio de Controles y Sistemas Dinámicos
- Laboratorio de Seguridad de Cyber Chargers
- Laboratorio de Diseño de Sistemas ECE
- Laboratorio de Electrónica
- Laboratorio de Biometría Integrada
- LaCASA - Laboratorio de Investigación en Arquitectura de Computadores
- Laboratorio de Fabricación MEMS
- MHealth - Laboratorio móvil de seguimiento de la salud y el bienestar
- Laboratorio de Desarrollo Multimedia
- Multinúcleo Reconfigurable y GPU
- Laboratorio de Computación Paralela habilitado
- Laboratorio de Circuitos y Dispositivos RF
- Laboratorio de Ingeniería y Seguridad de Seguridad del Software
- Laboratorio de Seguridad de Supervisión, Control y Adquisición de Datos (SCADA)
- Laboratorios Linux I y II
- Laboratorio de Fotónica
- Optoelectrónica
- Computación Híbrida Óptica
- Laboratorio de Nanomicrofabricación
- Laboratorio de Ingeniería y Ciencia Láser
- Laboratorio de microfabricación de pregrado de transistores y MEMS
- Laboratorio de Computación Ubicua

El Laboratorio de Investigación de Kinesiología de la UAH, ubicado en la Facultad de Educación, tiene una cinta de correr submarina que permite a los estudiantes realizar investigaciones sobre ejercicios acuáticos en adultos con diabetes tipo 2 y amputación de miembros inferiores.
SWIRLL (Severe Weather Institute – Radar and Lightning Laboratories) es un centro de investigación central dedicado a la investigación sobre condiciones climáticas severas y peligrosas, meteorología por radar, meteorología de relámpagos, física de relámpagos y calidad del aire. Comprende un centro de operaciones de investigación con múltiples estaciones de trabajo, una plataforma alta utilizada para el mantenimiento y fabricación de plataformas móviles integrales y otros instrumentos, un laboratorio de preparación de sondeos y cinco plataformas de techo para respaldar las pruebas de instrumentos y la recopilación de datos.
El Centro de Recursos Tecnológicos y de Aprendizaje de la UAH, ubicado en la Facultad de Enfermería, ofrece experiencia clínica práctica de alta tecnología gracias a sus simuladores de alta fidelidad, robots de telesalud y espacios de laboratorio.
El Centro de Aprendizaje Temprano de la UAH, una unidad de extensión y servicios de la Facultad de Educación, brinda educación infantil inclusiva para niños en aulas apropiadas para su desarrollo.